# Lycoriella dearmata
Lycoriella dearmata är en tvåvingeart som beskrevs av Werner Mohrig och Nina Krivosheina 1987. Lycoriella dearmata ingår i släktet Lycoriella och familjen sorgmyggor. Inga underarter finns listade i Catalogue of Life.